# (85197) Ginkgo
(85197) Ginkgo (1991 TG5) – planetoida z pasa głównego asteroid okrążająca Słońce w ciągu 3,25 lat w średniej odległości 2,19 j.a. Odkryta 5 października 1991 roku.